# Automala
Automala is een geslacht van vlinders van de familie visstaartjes (Nolidae), uit de onderfamilie Nolinae.

## Soorten
- A. semidolosa Walker, 1864